# Ascochyta vincae
Ascochyta vincae är en svampart som beskrevs av Grove 1916. Ascochyta vincae ingår i släktet Ascochyta, ordningen Pleosporales, klassen Dothideomycetes, divisionen sporsäcksvampar och riket svampar.   Inga underarter finns listade i Catalogue of Life.